# Девичий Монастырь (Ани)
Девичий Монастырь (арм. Կուսանաց վանք (Անի), монастырь Кусанац; также известный как англ. The Monastery of the Hripsimian Virgins, монастырь Рипсимианских дев) — армянский монастырь XIII века, расположенный в городе Ани Турции на скалистом мысе, возвышающемся над рекой Ахурян.

## История
Монастырь построен Тиграном Оненцем в XIII веке в столице Ани, на пологом склоне ущелья реки Ахурян. Он был назван в честь дев-мучениц святой Рипсимэ и, возможно, содержал общину монахинь. Является одним из редких исторических памятников, сохранившихся до наших дней в Ани.

## Устройство монастыря

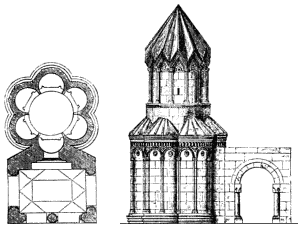
план монастыря

Из строений живописного монастырского комплекса сохранился лишь фрагмент ворот и, находящаяся на краю ущелья, небольшая шестиапсидная центральнокупольная церковь, во внешнем убранстве которой обращают на себя внимание изящные декоративные аркады.
Церковь не содержит строительных надписей — скорее всего, она датируется началом XIII века, но может быть и первой половиной XI века. Она имеет сложную конструкцию, несмотря на свои миниатюрные размеры. Весь экстерьер подчеркивает вертикальность здания. Особенно сложна крыша над куполом: из зигзагообразного карниза поднимается многощипцовый колпак в виде полузакрытого зонта. Это единственный сохранившийся пример такой крыши в Ани, но, возможно, она возникла в этом регионе.
Внешне барабан купола разделен на двенадцать граней, разделенных группами из трех колонн. Наряду с резным декором для отделки частей экстерьера использовались краски: в камне сохранились следы темно-красного и кремово-белого пигмента. Он наносится тонким способом, создавая эффект тонирования камня. Иногда его наносят прямо на простой облицовочный камень, например, полосу ромбов под карнизом нижней кровли, окрашенную попеременно светлым и темным цветом, создавая зигзагообразный узор.
В барабане купола располагаются четыре окна, еще одно в восточной апсиде. Интерьер очень простой, без фресок. Вход через западную апсиду, перед которой когда-то стояло маленькое крыльцо.

## Галерея

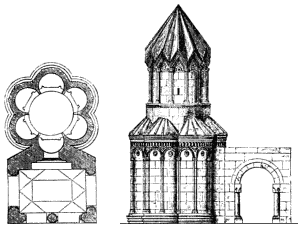
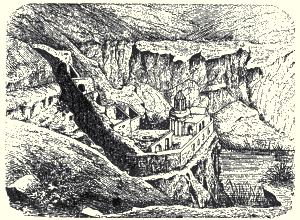
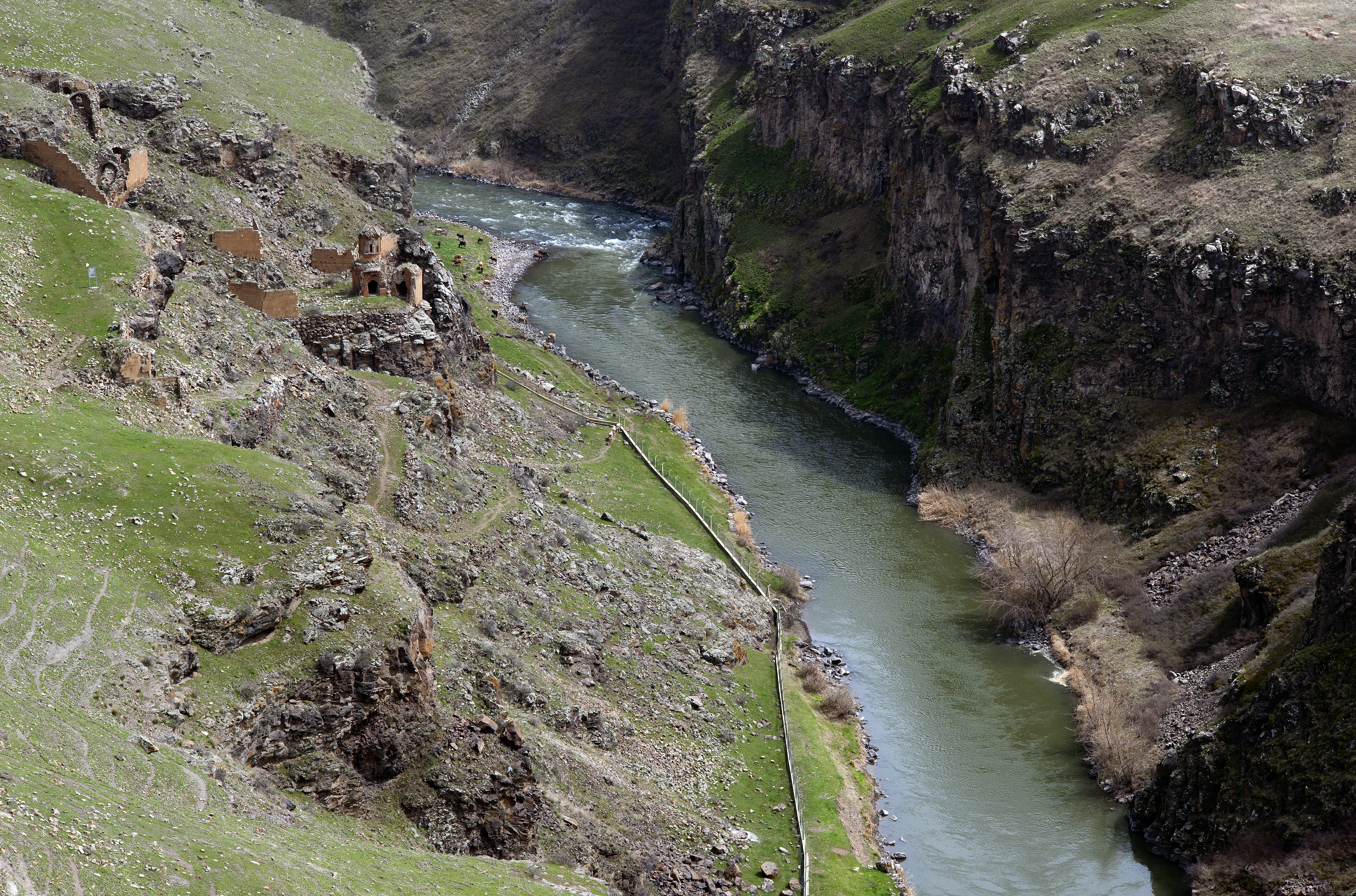
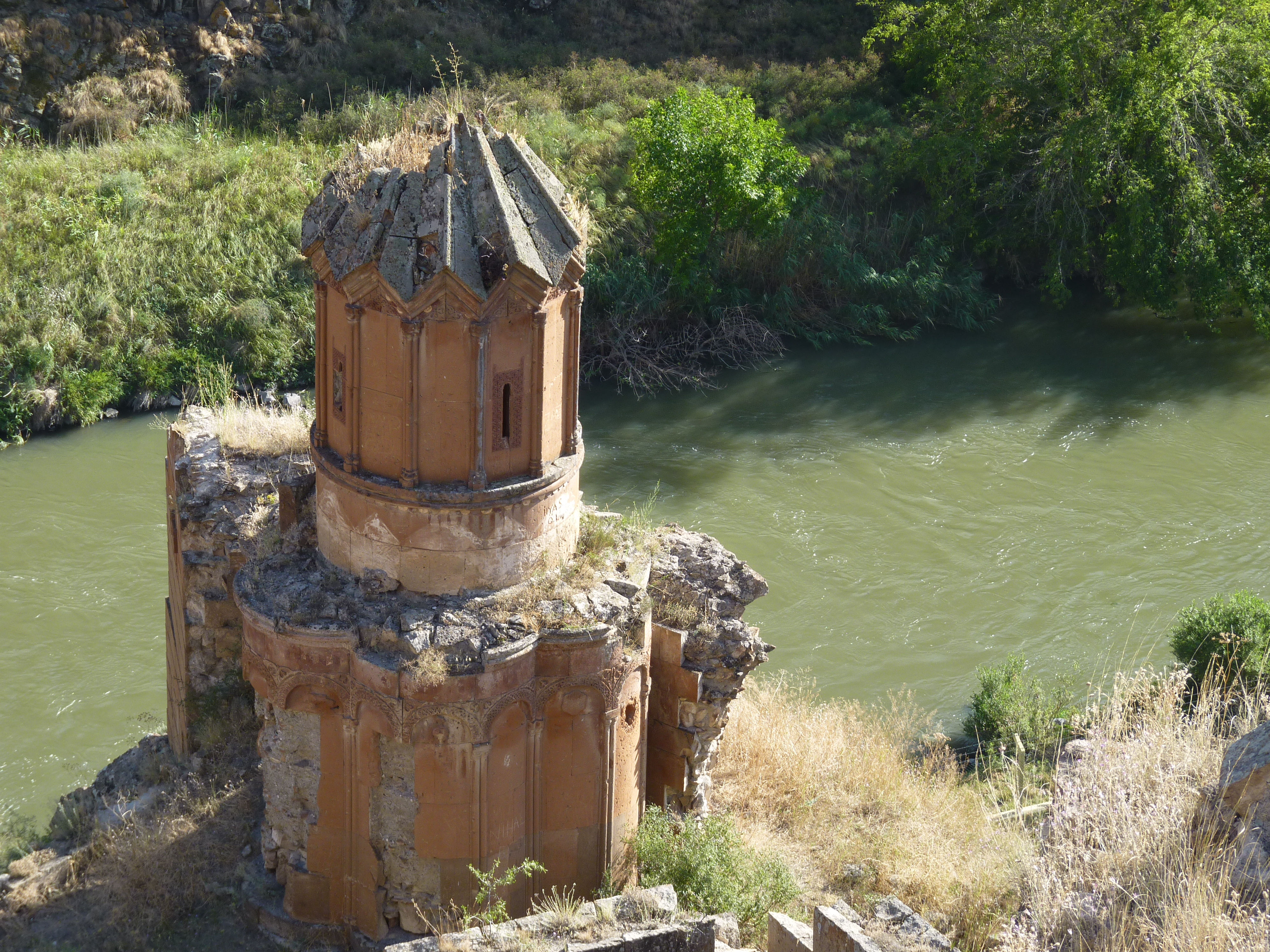
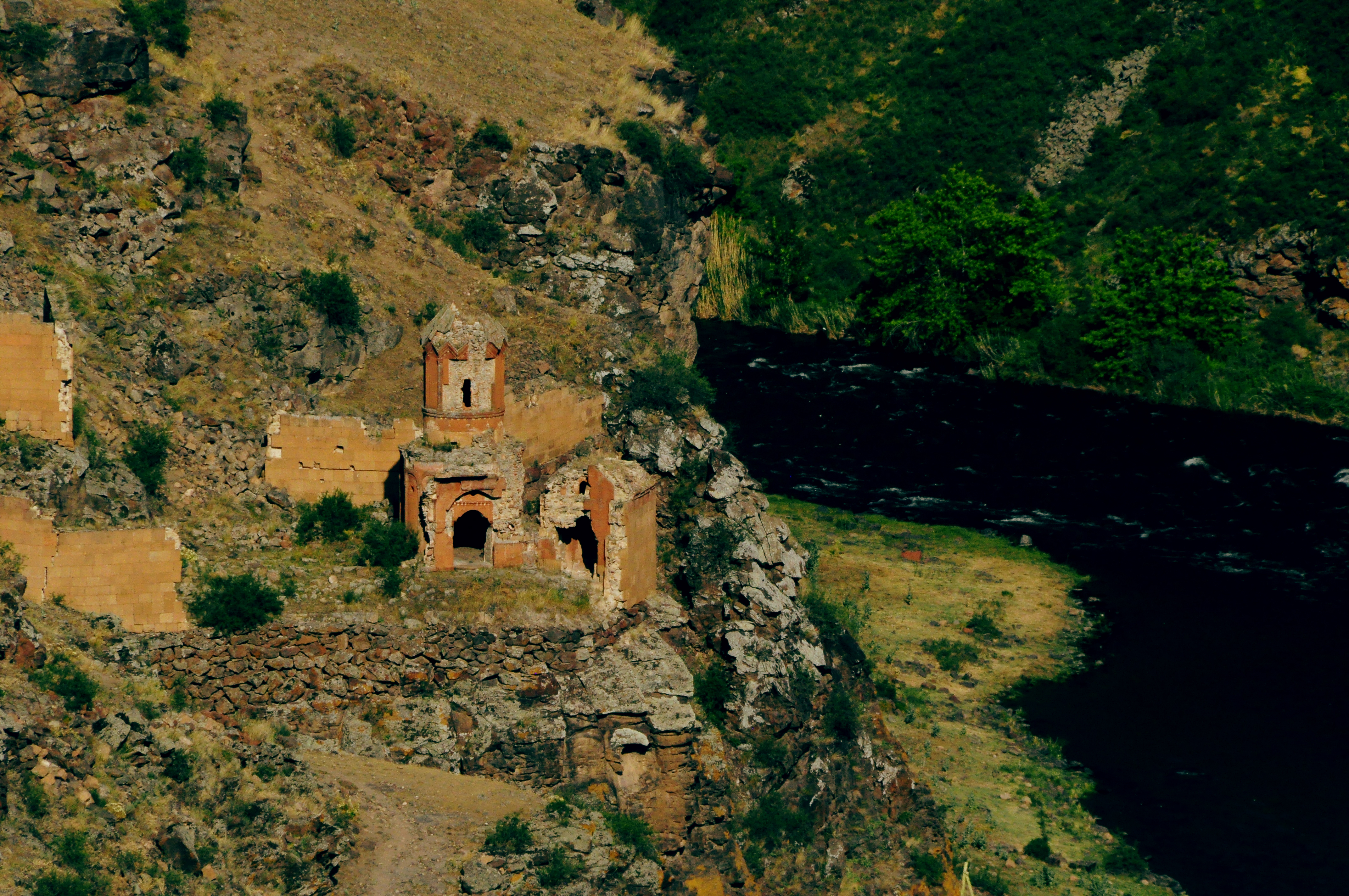